# Wurmbea stricta
Wurmbea stricta là một loài thực vật có hoa trong họ Colchicaceae. Loài này được (Burm.f.) J.C.Manning & Vinn. mô tả khoa học đầu tiên năm 2007.